# Almirante de Francia

Cinta para el hombro del Almirante de Francia en la marina nacional.

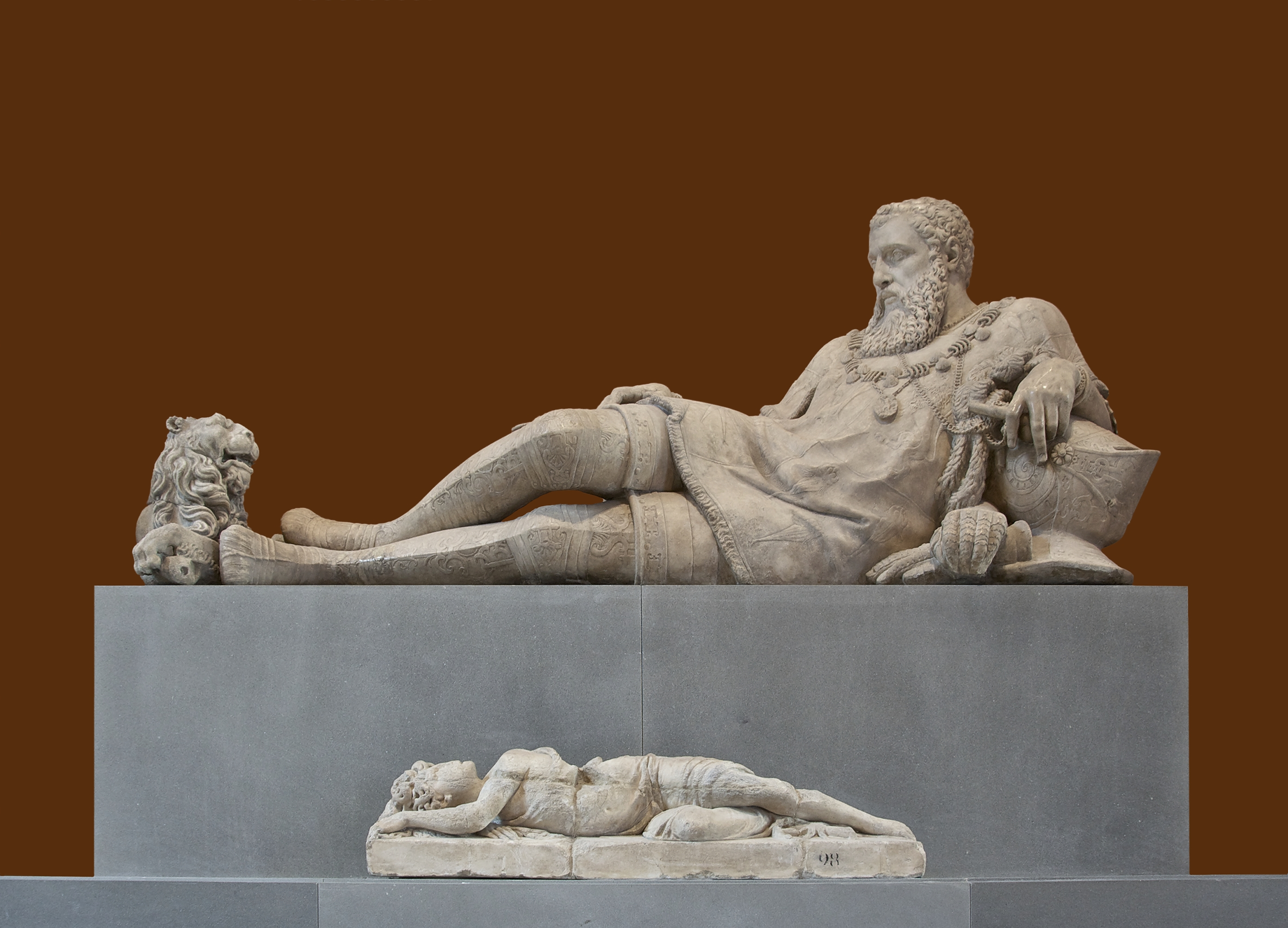
Tumba en el Louvre de Philippe Chabot, condé de Brion, almirante de Francia en el.

La dignidad de Almirante de Francia (o gran almirante de Francia) recompensa en Francia los servicios militares excepcionales para los almirantes de la Armada. Es el equivalente para los marineros al mariscal de Francia para los ejércitos de tierra. Incluso si nadie está dotado con él en este momento, este título y esta dignidad siguen siendo plenamente válidos hoy: "El título de mariscal de Francia y el título de almirante de Francia constituyen dignidades del Estado".

## Bajo el antiguo régimen
La dignidad Almirante de Francia fue creada en 1270 por Luis IX, durante la VIII cruzada. Bajo el Antiguo Régimen, el Almirante de Francia era el titular uno de los Grandes oficiales de la corona de Francia equivalente al Condestable de Francia. Comandante en Jefe de la flota real, tenía un poder limitado.
El almirante de Francia está a cargo de las costas de Picardía, Normandía, Aunis y de Saintonge. Su cargo se extenderá a principios del siglo XVII a la Guyena y la Provenza. En tiempos de guerra, él está a cargo de reunir barcos mercantes franceses para formar la flota. Debe armar, equipar y suministrar los barcos para la carrera, dar las patente de corso o cartas de carrera a los corsarios (la carrera era entonces la forma principal de guerra marítima). En tiempos de paz, está a cargo del mantenimiento de la flota real, cuando existe, pero especialmente del comercio marítimo y la flota mercante.
Durante la era moderna, pocos almirantes eran marineros; además, con la excepción de Claude de Annebaut, ninguno de ellos comandaba la flota. Hay que decir que los poderes reales del Almirante son bastante limitados, en parte debido a la competencia de otros admiradores (Almirante de los Mares Levantes por la Provenza, almirante de Bretaña y Almirante de los Mares del Ponante para Guyena), el generalato de las galeras y la secretaría de estado de la armada militar.
El cargo tiene sobre todo mucha importancia política, al igual que la condestable (de donde también la supresión de estos dos cargos). Sin embargo, el cargo es lucrativo: al almirante devolver algunas de las multas y confiscaciones pronunciadas por los asientos del almirantazgo, el derecho de destrucción, el derecho de anclaje y la licencia, el derecho de hundimiento, una décima parte de las capturas de guerra, etcétera.
Finalmente, hay poderes de naturaleza legal, comparables a los ejercidos por el mariscal y los mariscales: es la jurisdicción de la mesa de mármol (sede del almirantazgo) en París. También hay otra sede general, establecida en Ruan, y asientos especiales en la costa (unos cincuenta). Estas cortes ejercieron sobre pesca, carreras, crímenes y crímenes cometidos en puertos, etc. La jurisdicción del propio Almirante de Francia se ejerció en primera instancia en casos civiles y penales, y en la apelación de sentencias dictadas en casos civiles por almirantes locales. También juzgó la validez de las capturas realizadas por los corsarios.
El almirantazgo de Francia fue abolido en 1627 por el cardenal Richelieu, que era Gran maestro de navegación (cargo recién creado) y que quería tener todo el poder naval a su disposición.
Luis XIV restaura el cargo por el edicto del 12 de noviembre de 1669, sino más bien como un cargo honorario y lucrativo. El nuevo propietario, Luis de Borbón, condé de Vermandois, tiene dos años. Pero su medio hermano, Luis Alejandro de Borbón, condé de Toulouse, lo sucedió en 1683, y se interesará en su cargo (liderará, por ejemplo, el consejo polisinódico de la Armada). En 1693, unió el Almirantazgo de Bretaña, aún independiente, de Francia. Después de la muerte del conde de Toulouse en 1737, su hijo Luis Juan María de Borbón, duque de Penthièvre, ocupa el cargo de almirante de Francia hasta su supresión, el 15 de mayo de 1791.
En la segunda mitad del siglo XVIII, los almirantazgos pasan completamente bajo el control de los secretarios de Estado de la Armada.

## En la época contemporánea
Tras su disolución por decreto de la Asamblea Constituyente del 22 de abril de 1791, se restableció la dignidad (decreto imperial de 13 Pluvioso, año XIII; 18 de mayo de 1814) y luego borrado y restablecido varias veces. El último almirante de Francia nombrado fue François Thomas Tréhouart (1798-1873), el 20 de febrero de 1869.
Bajo el Primer Imperio, se creó la dignidad del "gran almirante de Francia" el 2 de febrero de 1805, como una de las seis grandes dignidades del Imperio y confiada al mariscal Joaquín Murat. Esta función era puramente honoraria y Murat no tenía ningún papel en la gestión de la flota francesa.
Se le dio un título similar al almirante Darlan, bajo el nombre de Almirante de la flota. Si el nombre no es ortodoxo, aparentemente nunca ha conocido ninguna sanción oficial y, por otro lado, corresponde a un papel naval de primer rango: jefe del estado mayor de la Armada francesa en tiempos de paz, almirante Darlan se convirtió en comandante en jefe de las fuerzas marítimas francesas en tiempo de guerra (por el decreto "fundador" sobre la organización de la armada militar del 22 de abril de 1927).
Actualmente, como se aclaró en el artículo 19 de la ley de 2005, "el título de Mariscal de Francia y el de Almirante de Francia constituyen dignidad en el Estado". El Almirante de Francia es, por lo tanto, en nuestro tiempo, un título y una dignidad plenamente válidos, a pesar del hecho de que no hay una persona viva a la que pueda otorgar.

## Lista cronológica de almirantes de Francia
- Florent de Varenne: 1270, hecho almirante por Luis IX, primer almirante conocido de Francia.[2]
- Aubert II de Longueval, murió en un combate naval en 1283 en las costas del reino de Aragón.
- Othon de Torcy: 1296-1297.
- Mathieu IV "el Grande" de Montmorency: 1297-1304.
- Raniero I Grimaldi: 1304-1314.
- Béranger Blanc:[3] 1315-1323.
- Gentian Tristan: 1324-1326.
- Pierre Miège,[4] también llamado Pierre Médicis: 1326-1334.
- Jean II de Chepoy: 1334.
- Hugues Quiéret: 1336-1340.
- Nicolas Béhuchet: 1338-1340.
- Antonio Doria: 1339.
- Robert de Houdetot: 1340.
- Luis de la Cerda, conde de Talmont: 1341, Príncipe de las Islas Afortunadas.
- Carlos I Grimaldi el Grande, Señor de Mónaco: 1342.
- Pierre Flotte, señor de Ravel: 1345-1347.
- Jean de Nanteuil: 1347-1356.
- Vacante: 1356-1359.
- Enguerran de Mentenay: 1359.
- Jean "Baudran" de la Heuse, caballero y señor de Bellencumber: 1359-1368.
- François de Perilleux (o Perillos): 1368-1369.
- Aymeri VI, vizconde de Narbona: 1369-1373.
- Jean de Vienne: 1373-1396.
- Renaud de Trie, señor de Sérifontaine: 1396-1405.
- Pierre de Bréban, dit Clignet: 1405-1408.
- Jacques de Châtillon, señor de Dampierre  : 1408-1415.
- Robert de Bracquemont, dit Robinet: 1417-1418.
- Jeannet de Poix o de Tyrel: 1418.
- Charles de Recourt, vizconde de Beauvoir: 1418-1419.
- Georges de Beauvoir de Chastellux: 1420.
- Louis de Culant, Señor de Culant y Châteauneuf: 1421-1437.
- William de la Pole *, duque de Suffolk: 1424-1437 (designado por Enrique VI).
- Édouard de Courtenay*: 1439-14.. (designado por Henri VI).
- André de Lohéac: 1437-1439.
- Prigente VII de Coëtivy, señor de Rais: 1439-1450.
- Jean V de Bueil: 1450-1461.
- Jean de Montauban: 1461-1466.
- Luis de Borbón, conde de Rosellón: 1466-1486, hijo bastardo de Carlos I de Borbón.
- Luis Malet de Graville: 1486-1508.
- Carlos II de Amboise de Chaumont: 1508-1511.
- Luis Malet de Graville: nuevamente 1511-1516.
- Luis II de La Trémoille, vizconde de Thouars, príncipe de Talmont: 1517.
- Guillaume Gouffier de Bonnivet: 1517-1525.
- Philippe Chabot, conde de Brion, conde de Charny: 1525-1543.
- Claude d'Annebault, barón de Retz y de La Hunaudaye: 1544-1552.
- Gaspard II de Coligny: 1552-1572.
- Honorato II de Saboya, Marqués de Villars: 1572-1578.
- Carlos de Lorena, duque de Mayenne: 1578-1582.
- Anne de Batarnay de Joyeuse, barón de Arques, duque de Joyeuse: 1582-1587.
- Jean Louis de Nogaret de La Valette, duque de Epernon: 1587-1589.
- Antoine de Brichanteau, marqués de Nangis: 1589-1590.
- Bernard de Nogaret: 1589-1592.
- Charles de Gontaut-Biron: 1592-1594.
- André de Brancas, señor de Villars: 1594-1595.
- Carlos de Montmorency-Damville, duque de Damville: 1596-1612.
- Enrique II de Montmorency: 1612-1626.

Cargo reemplazado entre 1627 y 1669 por el de Gran maestro de la navegación.
- Luis de Borbón, condé de Vermandois: 1669-1683.
- Luis Alejandro de Borbón, condé de Toulouse: 1683-1737.
- Luis Juan María de Borbón, duque de Penthièvre: 1737-1791.
- Charles Henri d'Estaing: 1792.
- Joaquín Murat: 1805-1814.
- Louis-Antoine d'Artois, duque de Angoulema: 1814-1830.
- Victor Duperré: 1830.
- Laurent Truguet: 1831.
- Albin-Reine Roussin: 1840.
- Ange-René-Armand de Mackau: 1847.
- Charles Baudin: 1854.
- Ferdinand Hamelin: 1854.
- Alexandre Ferdinand Parseval-Deschenes: 1854.
- Armand Joseph Bruat: 1855.
- Joseph Romain-Desfossés: 1860.
- Charles Rigault de Genouilly: 1864.
- Léonard Victor Charner: 1864.
- François Thomas Tréhouart: 1869.

_____
- Almirante de la flota: François Darlan, distinción creada en 1939 para él. Esta denominación no es una dignidad, ni un rango, y no corresponde a la de almirante de Francia, sino que es una función creada ad personam para dar al jefe de una de las armadas más poderosas del mundo un Lugar de importancia a la escena nacional e internacional, en vísperas de la Segunda Guerra Mundial, y permitirle hablar de igual a igual, incluido el almirante de la Flota del Reino Unido.